# Leptaulax cyclotaenius
Leptaulax cyclotaenius es una especie de coleóptero de la familia Passalidae.

## Distribución geográfica
Habita en la Isla de Flores (Indonesia) y Tailandia.